# In Search of Mona Lisa
In Search of Mona Lisa es un EP de la banda estadounidense Santana publicado el 25 de enero de 2019 por Concord Records. El vídeo musical del sencillo "Do You Remember Me" fue publicado un día antes del lanzamiento del EP.
Santana anunció el lanzamiento de un nuevo álbum, titulado Africa Speaks, producido por Rick Rubin, con el EP sirviendo como preámbulo.

## Generalidades
El título del álbum proviene de una experiencia personal del músico Carlos Santana visitando el Museo de Louvre en París por primera vez y admirando la obra maestra de Leonardo da Vinci, Mona Lisa. El artista explicó a Rolling Stone que aunque ya había dado conciertos en París desde la década de 1970, nunca había tenido la oportunidad de visitar el Louvre hasta 2016. Descrito como "dramático y fascinante", el EP nace de los recuerdos de un sueño que Carlos Santana tuvo meses después de su experiencia al ver la icónica obra de arte de Da Vinci.

## Lista de canciones
| N.º | Título                                  | Duración |  |
| 1.  | «Do You Remember Me»                    | 9:50     |  |
| 2.  | «In Search of Mona Lisa»                | 5:11     |  |
| 3.  | «Lovers From Another Time»              | 4:46     |  |
| 4.  | «Do You Remember Me [Edit Version]»     | 3:30     |  |
| 5.  | «In Search of Mona Lisa [Edit Version]» | 3:52     |  |

## Créditos
- Carlos Santana – guitarra, voz, productor
- Narada Michael Walden - bajo, batería, teclados, voz
- Tommy Anthony - guitarra rítmica
- Cindy Blackman Santana - batería
- Cornell C.C Carter - voz
- Ron Carter - bajo
- Ray Greene - voz
- David K. Matthews - teclados
- Karl Perazzo - percusión
- Jim Reitzel - guitarra rítmica
- Benny Rietveld - bajo
- Andy Vargas - voz